# دوغلاس غراهام تايلور
دوغلاس غراهام تايلور هو سياسي كندي، ولد في 4 يوليو 1936، وتوفي في 7 أكتوبر 2009. حزبياً، نشط في حزب ساسكاتشوان المحافظ التقدمي. وقد انتخب عضو المجلس التشريعي من ساسكاتشوان.